# فرودگاه سامبار
فرودگاه سامبار (به انگلیسی: Sombor Airport) (به زبان بومی: Aerodrom Sombor) یک فرودگاه نظامی با کد یاتا SOR است که یک باند فرود بتن دارد و طول باند آن ۱۸۰۰ متر است. این فرودگاه در کشور صربستان قرار دارد و در ارتفاع ۸۳ متری از سطح دریا واقع شده است.